# Toshimi Kikuchi
Toshimi Kikuchi (菊池 利三, Kikuchi Toshimi) est un footballeur japonais né le 17 juin 1973.